# Troy Trojans

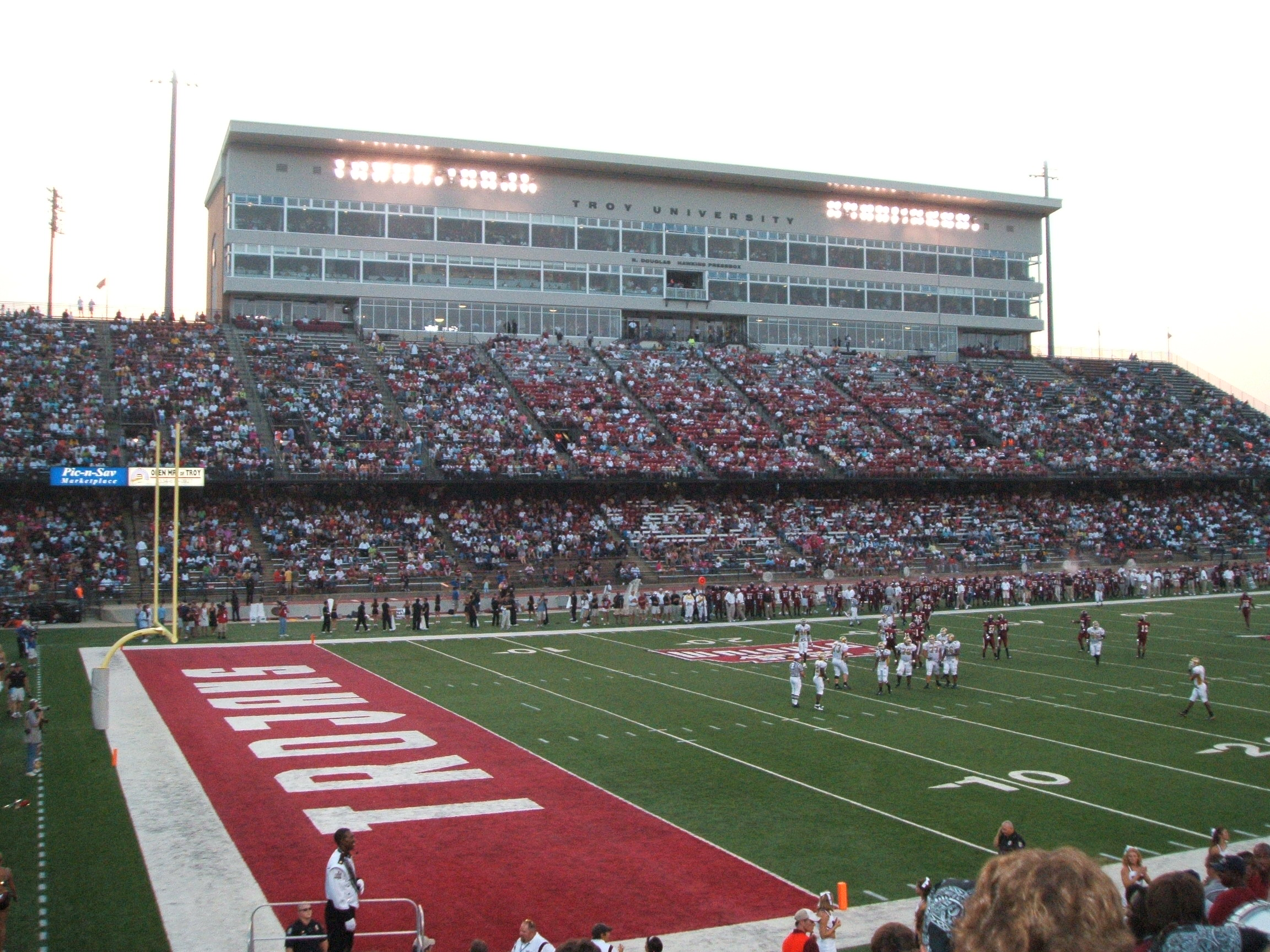
Veterans Memorial Stadium

Troy Trojans (español: Troyanos de Troy) es el equipo deportivo de la Universidad de Troy situada en Troy, Alabama. Los equipos de los Trojans participan en las competiciones universitarias organizadas por la NCAA, y forma parte de la Sun Belt Conference.

## Programa deportivo
Los Trojans participan en las siguientes modalidades deportivas:
| - Masculino - Béisbol - Baloncesto - Fútbol americano - Golf - Cross - Atletismo - Tenis - Rodeo | - Femenino - Baloncesto - Golf - Tenis - Cross - Atletismo - Voleibol - Fútbol - Softball - Rodeo |

## Baloncesto
El equipo de baloncesto está entrenado desde el año 1982 por Don Maestri.